# Списак епизода серије Калкански кругови

Калкански кругови је српска телевизијска серија која је премијерно почела са емитовањем од 13. марта 2021. године на каналу Суперстар ТВ и 20. марта 2021. на РТС 1. 
Серија Калкански кругови броји 3 сезонe и 30 епизода. 

## Преглед
| Сезона | Сезона | Епизоде | Епизоде | Оригинално емитовање | Оригинално емитовање | Оригинално емитовање |
| Сезона | Сезона | Епизоде | Епизоде | Премијера            | Финале               | Мрежа                |
| ------ | ------ | ------- | ------- | -------------------- | -------------------- | -------------------- |
|        | 1.     | 10      | 10      | 13. март 2021.       | 11. април 2021.      | Суперстар ТВ РТС 1   |
|        | 2.     | 10      | 10      | 1. април 2023.       | 30. април 2023.      | Суперстар ТВ         |
|        | 3.     | 10      | 10      | 30. март 2024.       | 2024.                | Суперстар ТВ         |

## Епизоде

### 1. сезона (2021)
| Бр. еп. (укупно) | Бр. еп. (у сезони) | Наслов | Редитељ       | Сценариста         | Премијера       |
| ---------------- | ------------------ | ------ | ------------- | ------------------ | --------------- |
| 1                | 1                  |        | Милан Караџић | Ђорђе Милосављевић | 13. март 2021.  |
| 2                | 2                  |        | Милан Караџић | Ђорђе Милосављевић | 14. март 2021.  |
| 3                | 3                  |        | Милан Караџић | Ђорђе Милосављевић | 20. март 2021.  |
| 4                | 4                  |        | Милан Караџић | Ђорђе Милосављевић | 21. март 2021.  |
| 5                | 5                  |        | Милан Караџић | Ђорђе Милосављевић | 27. март 2021.  |
| 6                | 6                  |        | Милан Караџић | Ђорђе Милосављевић | 28. март 2021.  |
| 7                | 7                  |        | Милан Караџић | Ђорђе Милосављевић | 3. април 2021.  |
| 8                | 8                  |        | Милан Караџић | Ђорђе Милосављевић | 4. април 2021.  |
| 9                | 9                  |        | Милан Караџић | Ђорђе Милосављевић | 10. април 2021. |
| 10               | 10                 |        | Милан Караџић | Ђорђе Милосављевић | 11. април 2021. |

### 2. сезона (2023)
| Бр. еп. (укупно) | Бр. еп. (у сезони) | Наслов | Редитељ       | Сценариста         | Премијера       |
| ---------------- | ------------------ | ------ | ------------- | ------------------ | --------------- |
| 11               | 1                  |        | Милан Караџић | Ђорђе Милосављевић | 1. април 2023.  |
| 12               | 2                  |        | Милан Караџић | Ђорђе Милосављевић | 2. април 2023.  |
| 13               | 3                  |        | Гордан Матић  | Ђорђе Милосављевић | 8. април 2023.  |
| 14               | 4                  |        | Гордан Матић  | Ђорђе Милосављевић | 9. април 2023.  |
| 15               | 5                  |        | Милан Караџић | Ђорђе Милосављевић | 15. април 2023. |
| 16               | 6                  |        | Милан Караџић | Ђорђе Милосављевић | 16. април 2023. |
| 17               | 7                  |        | Гордан Матић  | Ђорђе Милосављевић | 22. април 2023. |
| 18               | 8                  |        | Гордан Матић  | Ђорђе Милосављевић | 23. април 2023. |
| 19               | 9                  |        | Милан Караџић | Ђорђе Милосављевић | 29. април 2023. |
| 20               | 10                 |        | Гордан Матић  | Ђорђе Милосављевић | 30. април 2023. |

### 3. сезона (2024)
| Бр. еп. (укупно) | Бр. еп. (у сезони) | Наслов | Редитељ       | Сценариста         | Премијера       |
| ---------------- | ------------------ | ------ | ------------- | ------------------ | --------------- |
| 21               | 1                  |        | Гордан Матић  | Ђорђе Милосављевић | 30. март 2024.  |
| 22               | 2                  |        | Гордан Матић  | Ђорђе Милосављевић | 31. март 2024.  |
| 23               | 3                  |        | Милан Караџић | Ђорђе Милосављевић | 6. април 2024.  |
| 24               | 4                  |        | Милан Караџић | Ђорђе Милосављевић | 7. април 2024.  |
| 25               | 5                  |        | Гордан Матић  | Ђорђе Милосављевић | 13. април 2024. |
| 26               | 6                  |        | Гордан Матић  | Ђорђе Милосављевић | 14. април 2024. |
| 27               | 7                  |        | Милан Караџић | Ђорђе Милосављевић | 20. април 2024. |
| 28               | 8                  |        | Милан Караџић | Ђорђе Милосављевић | 21. април 2024. |
| 29               | 9                  |        | Гордан Матић  | Ђорђе Милосављевић | 27. април 2024. |
| 30               | 10                 |        | Милан Караџић | Ђорђе Милосављевић | 28. април 2024. |